# Wulfoald
Wulfoald (? - Austrasië, 680) was een hofmeier onder koning Childeric II (die regeerde van 662 tot 675). Hij werd tussen 11 maart en 14 december 662 in eerste instantie als raadsheer van Childeric II aangesteld. Pas in 673 werd hij in de literatuur als hofmeier vermeld. Na de dood van de Neustrische koning Chlothar III in maart/mei 673 werd Childeric II koning en Wulfoald hofmeier over het gehele Merovingische Rijk. 

## Geschiedenis
Wulfoald was regent van Austrasië gedurende de minderjarigheid van Childerik II. Ook daarna behield hij (in de functie van hofmeier) controle over de jonge koning. Wulfoald was waarschijnlijk het hoofd van een groep adellijken die de Pippiniden vijandig gezind waren. Door deze opstelling heeft hij de nodige tegenwerking moeten ondervinden. Childerik II, die in 673 na de dood van zijn broer Chlotarius III alleenheerser was geworden, viel in 675 ten prooi als gevolg van een complot opgezet door Neustrische edelen. Wulfoald moest vluchten en zocht een goed heenkomen naar Austrasië. Daar eenmaal aangekomen, proclameerde hij samen met de machtigen van het rijk de koningszoon Dagobert II als de nieuwe koning. Wulfoalds tegenstanders, waaronder de krachtige Ebroin echter wilden Clovis, een vermeende zoon van Chlothar III op de troon hebben. In het kielzog van de verwarring die volgde op de koningsmoord brak er een grensoorlog uit tussen Austrasië en Neustrië, die duurde tot 677 toen het rijk van Dagobert door Neustrië werd erkend. Al spoedig in 679 viel ook deze koning ten offer in een moordcomplot. Wulfoald overleefde zijn koning voor slechts een korte tijd en stierf in 680.

## Beknopte bibliografie
- H. Ebling, Prosopographie der Amtsträger des Merowingerreiches (613-741), München, 1974, pp. 241-243.